# Estádio Marcelo Bielsa
O Estádio Marcelo Bielsa, também conhecido popularmente como El Coloso del Parque ou Coloso Marcelo Bielsa, é um estádio multiuso localizado dentro do Parque da Independência em Rosário, na província de Santa Fé, na Argentina. A praça esportiva, usada principalmente para o futebol, pertencente ao Club Atlético Newell's Old Boys, foi inaugurada em 23 de julho de 1911 e tem capacidade aproximada para 42 000 espectadores.

## História
Em 23 de julho de 1911, o Newell's Old Boys inaugurou seu estádio localizado no Parque Independência, coração da cidade de Rosário, oito anos depois da fundação do clube, com suas modestas arquibancadas de madeira.
Em 9 de julho de 1918, foi inaugurada a primeira ampliação do estádio: uma arquibancada de ferro e madeira para 3 000 espectadores, que elevou a capacidade total para 10 000. Na década de 1920, o Newell's expandiu as arquibancadas e em 1925 construiu o lado norte. Em 26 de maio de 1929, foi inaugurada a arquibancada do setor oeste, a primeira feita de cimento e coberta. As obras continuaram a acontecer e, em 1930, o Newell's tinha um estádio com capacidade para 30 000 pessoas, sendo a maioria das arquibancadas de cimento.
Entre 1971 e 1973, entretanto, o estádio estava com todas as arquibancadas de cimento. Na década de 1990, o clube construiu duas novas arquibancadas que aumentaram sua capacidade para mais de 40 000 pessoas, adotando popularmente o nome de "El Coloso del Parque". No final de 2009, com a votação massiva dos torcedores, o estádio foi formalmente batizado de "Marcelo Alberto Bielsa" e a histórica bancada oeste como "Gerardo Daniel Tata Martino".

### Origem do nome
Até 2009, a cancha era conhecida como Estadio Newell's Old Boys e popularmente como El Coloso del Parque. Em 22 de dezembro de 2009, o estádio do Newell's Old Boys foi batizado como Marcelo Bielsa, em homenagem ao ex-treinador do clube, campeão com o clube dos torneios da Primera División de 1990–91 e do Clausura de 1992.